# Les anges dans nos campagnes
Les anges dans nos campagnes („Aniołowie na naszych polach”) – francuska kolęda z XVI wieku (drukiem wydana w wieku XVIII) znana też jako „Gloria”, „francuska Gloria” lub „Nad Betlejem w ciemną noc”. Jest to nadal jedna z najbardziej wzruszających chrześcijańskich pieśni. Jej melodyjność przyczyniła się do rozkwitu kolęd. Refren „Gloria” zaczęto odtąd stosować w pieśniach bożonarodzeniowych (m.in. w angielskiej Ding Dong Merrily on High).

## Oryginalny tekst
1. Les anges dans nos campagnes

Ont entonné l’hymne des cieux

Et l'écho de nos montagnes

Redit ce chant mélodieux

Gloria in excelsis Déo! (bis)
2. Bergers, pour qui cette fête

Quel est l’objet de tous ces chants?

Quel vainqueur, quelle conquête

Mérite ces cris triomphants?

Gloria in excelsis Déo! (bis)
3. Il est né, le Dieu de gloire

Terre, tressaille de bonheur

Que tes hymnes de victoire

Chantent, célèbrent ton sauveur!

Gloria in excelsis Déo! (bis)
czasem śpiewane są też następujące zwrotki jako III i IV:
Ils annoncent la naissance

Du libérateur d’Israël

Et pleins de reconnaissance

Chantent en ce jour solennel:

Gloria in excelsis Deo (bis)
Cherchons tous l’heureux village

Qui l’a vu naître sous ses toits

Offrons-lui le tendre hommage

Et de nos cœurs et de nos voix:

Gloria in excelsis Deo (bis)

## Tłumaczenie polskie (nieoficjalne)
1. Aniołowie na naszych polach

zaintonowali niebiański hymn

a echo na naszych górach

odbija ta niebiańską pieśń

Gloria in excelsis Déo! (bis)
2. Pasterze, dla kogo to święto

Któż powodem wszystkich tych śpiewów?

Jaki zwycięzca, jaki podbój,

zasługuje na taki tryumf?

Gloria in excelsis Déo! (bis)
3. Narodził się Bóg w chwale,

ziemia dudni ze szczęścia

że te zwycięskie hymny

wznosimy czcząc twego zbawcę!

Gloria in excelsis Déo! (bis)

## Tłumaczenie polskie (oficjalne)
1. Nad Betlejem w ciemną noc

śpiewał pieśń Aniołów chór.

Ich radosny, cudny głos

odbijało echo gór.

Gloria in excelsis Deo! (bis)
2. Pastuszkowie jaką pieśń

słyszeliście nocy tej?

Jakaż to radosna wieść

była tam natchnieniem jej?

Gloria in excelsis Deo! (bis)
3. Do Betlejem prędko śpiesz

zostaw stada pośród gór,

gdyż anielska głosi wieść,

że się tam narodził Król.

Gloria in excelsis Deo! (bis)
4. W twardym żłobie leży tam

Jezus, nieba, ziemi Pan.

Chciejmy Mu w pokorze wznieść

uwielbienie, chwałę cześć.

Gloria in excelsis Deo! (bis)

## Tłumaczenie angielskie
Angels we have heard on high
Sweetly singing o’er the plain
And the mountains in reply
Echoing their joyous strains
Gloria, in excelsis Deo!
Gloria, in excelsis Deo!
Shepherds, why this jubilee?
Why your joyous strains prolong?
What the gladsome tidings be?
Which inspire your heavenly songs?
Gloria 
Come to Bethlehem and see
Christ Whose birth the angels sing;
Come, adore on bended knee,
Christ, the Lord, the newborn King.
Gloria
See Him in a manger laid,
Jesus, Lord of heaven and earth;
Mary, Joseph, lend your aid,
With us sing our Savior's birth.
Gloria